# ヴィッテキント・ツー・ヴァルデック＝ピルモント
ヴィッテキント・プリンツ・ツー・ヴァルデック・ウント・ピルモント（ドイツ語: Wittekind Prinz zu Waldeck und Pyrmont, 1936年3月9日 - 2024年12月16日）は、ドイツの旧諸侯ヴァルデック＝ピルモント家の家長（1967年 - 2024年）。

## 経歴
ヴァルデック＝ピルモント侯世子ヨシアスと、その妻のオルデンブルク大公女アルトブルク（フリードリヒ・アウグスト2世の五女）の間の長男（第4子）として生まれた。父がナチ党の親衛隊（SS）の将軍だったため、洗礼の代父はアドルフ・ヒトラーとハインリヒ・ヒムラーが務めた。フランクフルト・アム・マインとケルンで経営経済学を学んだ後、インターンシップを通して様々な職種を経験したほか、ドイツ空軍に所属して中佐まで昇進した。1967年の父の死に伴い、ヴァルデック侯家の家督を継承した。現在は、歴史的建造物や森林の保護のための活動に取り組んでいる。2001年8月9日、ヘッセン州首相ローラント・コッホよりドイツ連邦共和国功労勲章を授与された。
2024年12月16日の夜に死去。88歳没。

## 結婚と子女
1988年にゴーエス＝ザウラウ伯爵夫人ツェツィーリエと結婚した。同年4月1日にシュタイアーマルク州フローンライテンにおいて民事婚が、5月19日にアーロルゼンにおいて宗教婚が執り行われた。ツェツィーリエとの間に3男を儲けた。
- カール・アントン・クリスティアン・グスタフ・クレメンス・アレクサンダー（中国語版）（1991年 - ）
- ヨシアス・クリスティアン・アレクサンダー（1993年 - ）
- ヨハネス・エバーハルト・ヴィッテキント（1993年 - ）